# Sodji
Sodji ou Soji est un roi (« dă ») de Xogbonou (ou Hogbonou, actuelle ville de Porto-Novo, Bénin). Son règne (8 septembre 1848-3 février 1864 ) est marqué par la pression des Britanniques pour mettre fin à l'esclavage et à la traite négrière qui  Porto-Novo[Quoi ?]. Pour trouver une alternative, il développe la production et le commerce d'huile de palme.

## Biographie
La répression de la traite négrière menée par les Britanniques, en particulier par le West Africa Squadron, pousse Sodji à se tourner vers les Français. Il suit ainsi les conseils des négociants afro-brésiliens qui tirent de grands bénéfices des traites négrières et sont en lien avec des négociants français. En 1851, il signe un traité de commerce et d'amitié avec la France pour développer l'exportation d'huile de palme. Il fait planter de nouvelles palmeraies au nord de Porto-Novo. Le 23 avril 1861, les Anglais bombardent la ville. 
La maison de négoce fondée par Louis Théodore Victor Régis demande la première intervention militaire française à terre et la création de l'éphémère protectorat de Porto-Novo, un « premier signe que les puissances européennes ne toléreraient plus longtemps les petits royaumes africains ».
Le 25 février 1863, le roi conclut un traité de protectorat par lequel il autorise les missions françaises à s'installer dans son royaume pour propager le catholicisme et cède à la France ses relations extérieures. 
À sa mort en 1864, Mikpon prend le pouvoir, dénonce le protectorat français et le fils de Sodji, Toffa, est contraint à l'exil.